# Championnats d'Europe juniors de natation 2010
Navigation
Édition précédente Édition suivante
La 37e édition des Championnats d'Europe juniors de natation se déroule entre le 7 et le 18 juillet 2010 à Tampere et Helsinki en Finlande. Pour la première fois depuis 1989, cette compétition rassemble dans le même pays plusieurs disciplines de la natation à savoir la natation sportive, la natation synchronisée et le plongeon. C'est la première fois que la Finlande accueille cet événement annuel organisé par la Ligue européenne de natation.
L'ensemble des épreuves de natation sportive (14-18 juillet) et de plongeon (9-13 juillet) se déroulent à Helsinki à la piscine de Mäkelänrinne, installation déjà hôte de l'édition 2000 des Championnats d'Europe élites ainsi que de l'édition 2006 des Championnats d'Europe en petit bassin élites. Organisées du 7 au 11 juillet, les épreuves de natation synchronisées ont elles lieu au Swimming Centre de Tampere. Quarante épreuves sont organisées en natation sportive, quatorze en plongeon et quatre en natation synchronisée. Les premières voient la domination de l'Ukraine (7 médailles d'or) au classement final des médailles tandis que la France remporte le plus de médailles (17). La Russie termine en tête des bilans en plongeon et natation synchronisée.
Présentées comme les têtes d'affiche des épreuves de natation sportive, le Français Yannick Agnel et l'Allemande Silke Lippok confirment les attentes placées en eux en remportant respectivement six et sept médailles. Agnel, deuxième temps mondial de l'année sur 200 m nage libre derrière l'Allemand Paul Biedermann avant ces championnats, est le nageur le plus titré avec cinq titres dont un triplé 100–200–400 m nage libre uniquement réalisé auparavant par le Néerlandais Pieter van den Hoogenband en 1994 et l'Italien Massimiliano Rosolino en 1995. Par ailleurs, six records des championnats sont battus lors de cette édition 2010.

## Délégations
521 nageurs, 135 plongeurs et 134 nageuses synchronisées sont inscrits pour participer à ces championnats.

## Podiums
Sont admis pour participer les garçons âgés de 17 ou 18 ans (nés en 1992 et 1993) ainsi que les filles âgées de 15 ou 16 ans (nées en 1994 et 1995). 

### Natation sportive
Six records des championnats sont battus lors de l'édition 2010 des Championnats d'Europe :
- l'Ukrainien Andriy Govorov sur 50 m papillon en 23 s 57.
- le Français Yannick Agnel sur 400 m nage libre en 3 min 46 s 60.
- le Hongrois Bence Biczó sur 200 m papillon en 1 min 55 s 82.
- la Britannique Emma Saunders sur 50 m dos en 29 s 01.
- le relais allemand féminin 4 × 200 m nage libre en 8 min 6 s 78.
- le Français Yannick Agnel sur 200 m nage libre en 1 min 46 s 58.

#### Femmes
| Épreuves               | Or | Argent | Bronze |
| Nage libre             | Nage libre | Nage libre | Nage libre |
| ---------------------- | --- | --- | --- |
| 50 m                   | Nadiya Koba (UKR) 25 s 46 | Silke Lippok (GER) 25 s 71 | Béryl Gastaldello (FRA) 25 s 98 |
| 100 m                  | Silke Lippok (GER) 55 s 31 | Mathilde Cini (FRA) 56 s 41 | Alizée Merdy (FRA) 56 s 55 |
| 200 m                  | Silke Lippok (GER) 2 min 0 s 11 | Henrietta Stenkvist (SWE) 2 min 1 s 72 | Valeriya Podlesna (UKR) 2 min 1 s 76 |
| 400 m                  | Henrietta Stenkvist (SWE) 4 min 13 s 69 | Amalie Emma Thomsen (DEN) 4 min 14 s 61 | Sycerika Mc Mahon (IRL) 4 min 15 s 92 |
| 800 m                  | Tjaša Oder (SVN) 8 min 40 s 06 | Claudia Dasca Romeu (ESP) 8 min 43 s 31 | Donata Kilijańska (POL) 8 min 44 s 81 |
| 1 500 m                | Claudia Dasca Romeu (ESP) 16 s 27 s 97 | Tjaša Oder (SVN) 16 min 37 s 98 | Donata Kilijańska (POL) 16 min 39 s 03 |
| Dos                    | | | |
| 50 m                   | Emma Saunders (GBR) 29 s 01 – RC | Daryna Zevina (UKR) 29 s 12 | Mathilde Cini (FRA) 29 s 42 |
| 100 m                  | Daryna Zevina (UKR) 1 min 2 s 05 | Rachele Qualla (ITA) 1 min 2 s 72 | Emma Saunders (GBR) 1 min 2 s 99 |
| 200 m                  | Karley Mann (GBR) 2 min 11 s 48 | Daryna Zevina (UKR) 2 min 11 s 82 | Henrietta Stenkvist (SWE) 2 min 13 s 38 |
| Brasse                 | | | |
| 50 m                   | Lisa Fissneider (ITA) 32 s 20 | Lina Rathsack (GER) 32 s 37 | Sara Lougher (GBR) 32 s 48 |
| 100 m                  | Marina García Urzainqui (ESP) 1 min 9 s 40 | Lisa Fissneider (ITA) 1 min 9 s 59 | Jenna Laukkanen (FIN) 1 min 10 s 42 |
| 200 m                  | Marina García Urzainqui (ESP) 2 min 27 s 12 | Jenna Laukkanen (FIN) 2 min 29 s 67 | Anastasia Sineva (RUS) 2 min 30 s 00 |
| Papillon               | | | |
| 50 m                   | Nadiya Koba (UKR) 27 s 13 | Silke Lippok (GER) 27 s 47 | Daria Tcvetkova (RUS) 27 s 62 |
| 100 m                  | Rachael Kelly (GBR) 1 min 0 s 47 | Judit Ignacio (ESP) 1 min 0 s 60 | Beatrice Fassone (ITA) 1 min 0 s 64 |
| 200 m                  | Judit Ignacio Sorribes (ESP) 2 min 12 s 30 | Rachael Kelly (GBR) 2 min 13 s 43 | Alisa Trukhanovich (RUS) 2 min 15 s 03 |
| Quatre nages           | | | |
| 200 m                  | Sophie Smith (GBR) 2 min 14 s 48 | Beatriz Gómez Cortés (ESP) 2 min 14 s 65 | Juliane Reinhold (GER) 2 min 15 s 16 |
| 400 m                  | Sophie Smith (GBR) 4 min 44 s 46 | Beatriz Gómez Cortés (ESP) 4 min 44 s 87 | Alessia Polieri (ITA) 4 min 46 s 71 |
| Relais                 | | | |
| 4 × 100 m nage libre   | Allemagne Juliane Reinhold (57 s 27) Teresa Baerens (57 s 67) Silke Lippok (55 s 11) Alexandra Wenk (55 s 99) 3 min 46 s 04                          | Royaume-Uni Emma Saunders (56 s 62) Jessica Lloyd (57 s 45) Sophie Smith (56 s 14) Sara Hamilton (56 s 39) 3 min 46 s 60                            | France Mathilde Cini (57 s 08) Alizée Merdy (56 s 90) Béryl Gastaldello (57 s 61) Charlotte Bonnet (56 s 62) 3 min 48 s 21                         |
| 4 × 200 m nage libre   | Allemagne Elisa Thimm (2 min 3 s 06) Juliane Reinhold (2 min 2 s 76) Silke Lippok (1 min 59 s 85) Johanna Friedrich (2 min 1 s 11) 8 min 6 s 78 – RC | Royaume-Uni Emma Saunders (2 min 1 s 74) Fiona Donnelly (2 min 3 s 65) Rachael Williamson (2 min 4 s 86) Sophie Smith (1 min 59 s 96) 8 min 10 s 21 | Italie Giorgia Crocione (2 min 4 s 23) Ludovica Leoni (2 min 4 s 38) Beatrice Magagnoli (2 min 4 s 39) Chiara Giacone (2 min 2 s 37) 8 min 15 s 37 |
| 4 × 100 m quatre nages | Allemagne Silke Lippok (1 min 1 s 87) Lina Rathsack (1 min 9 s 26) Juliane Reinhold (1 min 0 s 95) Alexandra Wenk (56 s 21) 4 min 7 s 77             | Royaume-Uni Karley Mann (1 min 2 s 96) Sara L Lougher (1 min 10 s 34) Rachael Kelly (1 min 0 s 03) Emma Saunders (56 s 15) 4 min 8 s 29             | Russie Maria Bobrovnik (1 min 4 s 13) Sofya Zhigunova (1 min 10 s 43) Alisa Trukhanovich (1 min 1 s 84) Mariya Reznikova (57 s 01) 4 min 9 s 48    |

#### Hommes
| Épreuves               | Or | Argent | Bronze |
| Nage libre             | Nage libre | Nage libre | Nage libre |
| ---------------------- | --- | --- | --- |
| 50 m                   | Andriy Hovorov (UKR) 22 s 54 | Jasper Aerents (BEL) 22 s 79 | Clément Mignon (FRA) 22 s 96 |
| 100 m                  | Yannick Agnel (FRA) 48 s 80 | Mehdy Metella (FRA) 49 s 89 | Jasper Aerents (BEL) 50 s 23 |
| 200 m                  | Yannick Agnel (FRA) 1 min 46 s 58 – RC | Andrey Ushakov (RUS) 1 min 49 s 11 | Daniel Skaaning (DEN) 1 min 50 s 23 |
| 400 m                  | Yannick Agnel (FRA) 3 min 46 s 26 – RC | Serhiy Frolov (UKR) 3 min 55 s 70 | Alfie Howes (GBR) 3 min 56 s 11 |
| 800 m                  | Ediz Yıldırımer (TUR) 8 min 3 s 17 | Serhiy Frolov (UKR) 8 min 4 s 84 | Ward Bauwens (BEL) 8 min 7 s 25 |
| 1 500 m                | Serhiy Frolov (UKR) 15 min 20 s 57 | Ward Bauwens (BEL) 15 min 27 s 04 | Ediz Yıldırımer (TUR) 15 min 31 s 07 |
| Dos                    | | | |
| 50 m                   | Christian Diener (GER) 26 s 03 | Mateusz Zawada (POL) 26 s 24 | Philipp Wolf (GER) 26 s 26 |
| 100 m                  | Yakov-Yan Toumarkin (ISR) 55 s 20 | Péter Bernek (HUN) 56 s 16 | David Gamburg (ISR) 56 s 58 |
| 200 m                  | Péter Bernek (HUN) 1 min 59 s 24 | Zámbó Balázs (HUN) 2 min 1 s 10 | Yakov-Yan Toumarkin (ISR) 2 min 1 s 14 |
| Brasse                 | | | |
| 50 m                   | Anton Lobanov (RUS) 28 s 37 | Yaroslav Parakhin (UKR) 28 s 51 | Ivan Capan (CRO) 28 s 56 |
| 100 m                  | Anton Lobanov (RUS) 1 min 1 s 06 | Sverre Naess (NOR) 1 min 1 s 91 | Christian vom Lehn (GER) 1 min 2 s 56 |
| 200 m                  | Christian vom Lehn (GER) 2 min 12 s 93 | Sverre Naess (NOR) 2 min 13 s 77 | Flavio Bizzarri (ITA) 2 min 13 s 93 |
| Papillon               | | | |
| 50 m                   | Andriy Hovorov (UKR) 23 s 58 | Dmitry Pokotylo (RUS) 24 s 50 | Mehdy Metella (FRA) 24 s 62 |
| 100 m                  | Marcin Cieślak (POL) 53 s 91 | Mehdy Metella (FRA) 54 s 08 | Bence Biczó (HUN) 54 s 22 |
| 200 m                  | Bence Biczó (HUN) 1 min 55 s 82 – RC | Marcin Cieślak (POL) 1 min 56 s 76 | Jordan Coelho (FRA) 1 min 57 s 57 |
| Quatre nages           | | | |
| 200 m                  | Raphaël Stacchiotti (LUX) 2 min 2 s 52 | Ieuan Lloyd (GBR) 2 min 2 s 72 | Ganesh Pedurand (FRA) 2 min 3 s 39 |
| 400 m                  | Maksym Shemberyev (UKR) 4 min 20 s 46 | Raphaël Stacchiotti (LUX) 4 min 21 s 28 | Szana Zsombor (HUN) 4 min 21 s 53 |
| Relais                 | | | |
| 4 × 100 m nage libre   | France Yannick Agnel (49 s 08) Clément Mignon (50 s 21) Lorys Bourelly (50 s 37) Mehdy Metella (49 s 99) 3 min 19 s 65                         | Royaume-Uni James Disney-May (51 s 02) Braxston Timm (50 s 96) Liam Selby (51 s 49) James Young (50 s 50) 3 min 23 s 97                    | Croatie Ivan Levaj (51 s 57) Ivan Kristo (50 s 88) Luka Sever (51 s 33) Dujam Sablic (50 s 76) 3 min 24 s 54                                         |
| 4 × 200 m nage libre   | France Lorys Bourelly (1 min 51 s 95) Clément Mignon (1 min 52 s 14) Mehdy Metella (1 min 50 s 83) Yannick Agnel (1 min 46 s 48) 7 min 21 s 40 | Royaume-Uni Braxston Timm (1 min 51 s 94) James Young (1 min 52 s 22) Liam Selby (1 min 52 s 01) Ieuan Lloyd (1 min 49 s 92) 7 min 26 s 09 | Russie Dmitry Ermakov (1 min 52 s 45) Mikhail Ukrainskiy (1 min 51 s 16) Egor Degtyarev (1 min 51 s 69) Andrey Ushakov (1 min 51 s 61) 7 min 26 s 91 |
| 4 × 100 m quatre nages | Russie Mikhail Zvyagin (57 s 13) Anton Lobanov (1 min 0 s 69) Dmitry Pokotylo (53 s 62) Andrey Ushakov (49 s 68) 3 min 41 s 12                 | France Julien-Pierre Goyetche (57 s 33) Thomas Rabeisen (1 min 3 s 49) Mehdy Metella (52 s 93) Yannick Agnel (47 s 80) 3 min 41 s 55       | Allemagne Christian Diener (56 s 91) Christian vom Lehn (1 min 2 s 89) Melvin Herrmann (54 s 54) Kevin Leithold (49 s 24) 3 min 43 s 58              |

### Natation synchronisée
Sont admises pour participer les nageuses âgées entre 15 et 18 ans (nées entre 1992 et 1995).
| Épreuves | Or | Argent | Bronze |
| -------- | --- | --- | --- |
| Solo     | Vlada Chigireva (RUS) 92,200 pts. | Lolita Ananasova (UKR) 90,700 pts. | Linda Cerruti (ITA) 88,100 pts. |
| Duo      | Russie Milena Miteva Elena Prokofeva Yulia Potapova (remplaçante) 92,200 pts. | Ukraine Lolita Ananasova Kateryna Sadurska Anastasiya Petrenko (remplaçante) 90,500 pts. | Espagne Laia Pons Judith Requena 88,500 pts. |
| Équipe   | Russie Vlada Chigireva Anna Esavkina Anna Kuteynikova Vasilisa Mironova Milena Miteva Elena Prokofeva Maria Shurochkina Ksenia Voynova Karina Albekova (remplaçante) Meri Minasyan (remplaçante) Yulia Potapova (remplaçante) Evgeniya Shtefan (remplaçante) 92,300 | Ukraine Lolita Ananasova Kateryna Reznik Tetyana Burmaka Kateryna Sadurska Tamara Ikonnykova Dana-Mariya Klymenko Ganna Orel Anastasiya Petrenko Vira Golubova (remplaçante) Yuliya Khromenkova (remplaçante) Ganna Klymenko (remplaçante) 90,500 pts. | Espagne Clara Camacho Yolanda Castro Sara Gijon Sara Levy Meritxell Mas Laia Pons Judith Requena Iciar Velasco Carla Munoz (remplaçante) Celia Patricio (remplaçante) 88,600 pts.                                                          |
| Combiné  | Russie Vlada Chigireva Anna Esavkina Anna Kuteynikova Meri Minasyan Vasilisa Mironova Milena Miteva Yulia Potapova Elena Prokofeva Maria Shurochkina Ksenia Voynova Karina Albekova (remplaçante) Evgeniya Shtefan (remplaçante) 92,400 pts.                        | Ukraine Lolita Ananasova Tetyana Burmaka Vira Golubova Tamara Ikonnykova Yuliya Khromenkova Dana-Mariya Klymenko Ganna Orel Anastasiya Petrenko Kateryna Reznik Kateryna Sadurska Ganna Klymenko (remplaçante) 90,600 pts.                             | Italie Alica Ballarini Francesca Deidda Martina Di Ruggero Costanza Ferro Giada Finco Costanza Gallinella-Muzzi Alessia Pezone Federica Sala Alice Savi Silvia Vismara Giorgia Borsa (remplaçante) Linda Cerruti (remplaçante) 87,800 pts. |

### Plongeon
Deux catégories d'âge sont mises en place. La catégorie A rassemble l'ensemble des participants âgés de 16 à 18 ans (nés entre 1992 et 1994) tandis que la catégorie B concerne les participants âgés de 14 à 15 ans (nés en 1995 et 1996).
Épreuves individuelles
| Épreuves                    | Or                                   | Argent                                | Bronze                                   |
| Hommes                      | Hommes                               | Hommes                                | Hommes                                   |
| --------------------------- | ------------------------------------ | ------------------------------------- | ---------------------------------------- |
| Tremplin de 1 m Catégorie A | Oliver Dingley (GBR) 514,75 pts.     | Oleksandr Bondar (UKR) 493,35 pts.    | Sergey Zhdanov (RUS) 490,40 pts.         |
| Tremplin de 1 m Catégorie B | Jack Laugher (GBR) 410,25 pts.       | Dmytro Opryshko (UKR) 395,05 pts.     | Igor Myalin (RUS) 392,80 pts.            |
| Tremplin de 3 m Catégorie A | Oleh Kolodiy (UKR) 505,20 pts.       | Oleksandr Bondar (UKR) 489,40 pts.    | Oliver Dingley (GBR) 490,30 pts.         |
| Tremplin de 3 m Catégorie B | Jack Laugher (GBR) 509,45 pts.       | Timur Abachidi (UKR) 471,45 pts.      | Igor Myalin (RUS) 463,40 pts.            |
| Plateforme Catégorie A      | Oleksandr Bondar (UKR) 559,75 pts.   | Tim Pyritz (GER) 549,90 pts.          | Martin Wolfram (GER) 534,45 pts.         |
| Plateforme Catégorie B      | Igor Myalin (RUS) 461,40 pts.        | Vadim Nevinglovskyy (UKR) 436,95 pts. | Heikki Mäkikallio (FIN) 429,85 pts.      |
| Femmes                      |                                      |                                       |                                          |
| Tremplin de 1 m Catégorie A | Elena Bertocchi (ITA) 403,80 pts.    | Viktoriya Kesar (UKR) 392,75 pts.     | Ekaterina Fedorchenko (RUS) 392,60 pts.  |
| Tremplin de 1 m Catégorie B | Evgeniya Selezneva (RUS) 342,50 pts. | Grace Reid (GBR) 325,70 pts.          | Tina Punzel (GER) 322,05 pts.            |
| Tremplin de 3 m Catégorie A | Elina Riedel (RUS) 433,20 pts.       | Elena Bertocchi (ITA) 431,90 pts.     | Viktoriya Potyekhina (UKR) 428,15 pts.   |
| Tremplin de 3 m Catégorie B | Evgeniya Selezneva (RUS) 389,60 pts. | Olga Kulemina (RUS) 375,75 pts.       | Taisiya Cherednychenko (UKR) 368,45 pts. |
| Plateforme Catégorie A      | Tatiana Perunina (RUS) 397,85 pts.   | Maria Poluyanova (RUS) 396,40 pts.    | Laura Marino (FRA) 384,70 pts.           |
| Plateforme Catégorie B      | Rosemary Medlock (GBR) 331,95 pts.   | Ekaterina Petukhova (RUS) 317,90 pts. | Tina Punzel (GER) 311,75 pts.            |

Épreuves synchronisées
| Épreuves            | Or                                                    | Argent                                                   | Bronze                                             |
| Hommes              | Hommes                                                | Hommes                                                   | Hommes                                             |
| ------------------- | ----------------------------------------------------- | -------------------------------------------------------- | -------------------------------------------------- |
| 3 m Catégorie A + B | Ukraine Oleh Kolodiy Oleksandr Bondar 324,03 pts.     | Italie Andrea Chiarabini Giovanni Tocci 313,44 pts.      | Russie Sergey Zhdanov Andrey Bogdanov 308,43 pts.  |
| Femmes              |                                                       |                                                          |                                                    |
| 3 m Catégorie A + B | Russie Diana Chaplieva Evgeniya Selezneva 288,30 pts. | Ukraine Viktoriya Kesar Viktoriya Potyekhina 288,03 pts. | Royaume-Uni Grace Reid Hannah Starling 271,95 pts. |

## Tableaux des médailles
| Rang  | Nation      | Or | Argent | Bronze | Total |
| ----- | ----------- | -- | ------ | ------ | ----- |
| 1     | Ukraine     | 7  | 5      | 1      | 13    |
| 2     | Allemagne   | 7  | 3      | 4      | 14    |
| 3     | Royaume-Uni | 5  | 7      | 3      | 15    |
| 4     | France      | 5  | 4      | 8      | 17    |
| 5     | Espagne     | 4  | 4      | 0      | 8     |
| 6     | Russie      | 3  | 2      | 3      | 10    |
| 7     | Hongrie     | 2  | 2      | 2      | 6     |
| 8     | Italie      | 1  | 2      | 4      | 7     |
| 9     | Pologne     | 1  | 2      | 2      | 5     |
| 10    | Suède       | 1  | 1      | 1      | 3     |
| 11    | Luxembourg  | 1  | 1      | 0      | 2     |
| 11    | Slovénie    | 1  | 1      | 0      | 2     |
| 13    | Israël      | 1  | 0      | 2      | 3     |
| 14    | Turquie     | 1  | 0      | 1      | 2     |
| 15    | Belgique    | 0  | 2      | 2      | 4     |
| 16    | Norvège     | 0  | 2      | 0      | 2     |
| 17    | Danemark    | 0  | 1      | 1      | 2     |
| 17    | Finlande    | 0  | 1      | 1      | 2     |
| 19    | Croatie     | 0  | 0      | 2      | 2     |
| 20    | Irlande     | 0  | 0      | 1      | 1     |
| Total | Total       | 40 | 40     | 40     | 120   |

| Rang  | Nation  | Or | Argent | Bronze | Total |
| ----- | ------- | -- | ------ | ------ | ----- |
| 1     | Russie  | 4  | 0      | 0      | 4     |
| 2     | Ukraine | 0  | 4      | 0      | 4     |
| 3     | Espagne | 0  | 0      | 2      | 2     |
| 3     | Italie  | 0  | 0      | 2      | 2     |
| Total | Total   | 4  | 4      | 4      | 12    |

| Rang  | Nation      | Or | Argent | Bronze | Total |
| ----- | ----------- | -- | ------ | ------ | ----- |
| 1     | Russie      | 6  | 3      | 5      | 14    |
| 2     | Royaume-Uni | 4  | 1      | 2      | 7     |
| 3     | Ukraine     | 3  | 7      | 2      | 12    |
| 4     | Italie      | 1  | 2      | 0      | 3     |
| 5     | Allemagne   | 0  | 1      | 3      | 4     |
| 6     | Finlande    | 0  | 0      | 1      | 1     |
| 6     | France      | 0  | 0      | 1      | 1     |
| Total | Total       | 14 | 14     | 14     | 42    |